# Franco Ballerini Day
El Franco Ballerini Day es una competición ciclista de un día italiana que se disputa en Cantagrillo (región de Toscana). Toma su nombre del exciclista Franco Ballerini fallecido el 7 de febrero de 2010 mientras disputaba un rally.
Su primera edición se disputó el mismo año de la muerte de Ballerini. Su segunda edición ascendió profesionalismo integrándose en el UCI Europe Tour, dentro de la categoría 1.1 pero finalmente no se disputó, esta iba a disputarse el primer sábado de junio. En 2012 volvió a aparecer en dicho calendario internacional profesional el cuarto sábado de septiembre pero tampoco se disputó.

## Palmarés
En naranja: edición amistosa de exhibición no oficial (critérium).
| Año  | Ganador           | Segundo | Tercero |
| ---- | ----------------- | ------- | ------- |
| 2010 | Franco Pellizotti |         |         |

## Palmarés por países
| País   | Victorias |
| ------ | --------- |
| Italia | 1         |